# Henry Koster
Henry Koster (nato Hermann Kosterlitz; Berlino, 1º maggio 1905 – Camarillo, 21 settembre 1988) è stato un regista e sceneggiatore tedesco naturalizzato statunitense.

## Biografia
Hermann Kosterlitz nasce in una famiglia israelita di Berlino, nipote da parte di madre di Julius Salomon, un famoso tenore che era morto nel 1880 di tubercolosi.
Suo padre, un commesso, abbandonò la famiglia quando Hermann era ancora un ragazzino. Finì gli studi superiori a Berlino lavorando al contempo come scrittore di racconti e cartoonist. Si avvicinò al cinema per merito di suo zio Richard che aveva aperto una sala cinematografica dove lavorava anche sua madre che suonava il piano accompagnando con la musica la proiezione dei film muti. Hermann si sedeva vicino a lei e rimaneva ogni giorno almeno un paio d'ore a guardare lo schermo. A 17 anni, si fece conoscere con i suoi racconti e il successo gli procurò un lavoro da sceneggiatore. Diventò così un collaboratore del regista Kurt Bernhardt.

## Filmografia parziale

### Regista
- Avventura di una bella donna (Das Abenteuer der Thea Roland) (1932)
- Das häßliche Mädchen (1933)
- Peter (1934)
- Kleine Mutti (1935)
- De kribbebijter, co-regia di Ernst Winar (1935)
- A csúnya lány, co-regia di Béla Gaál (1935)
- Tagebuch der Geliebten (1935)
- Il diario di una donna amata (Maria Baschkirtseff) (1936)
- Katharina, die Letzte (1936)
- Tre ragazze in gamba (Three Smart Girls) (1936)
- Cento uomini e una ragazza (One Hundred Men and a Girl) (1937)
- Allora la sposo io (The Rage of Paris) (1938)
- Le tre ragazze in gamba crescono (Three Smart Girls Grow Up) (1939)
- Il primo bacio (First Love) (1939)
- Parata di primavera (Spring Parade) (1940)
- La prima è stata Eva (It Started with Eve) (1941)
- Frutto acerbo (Between Us Girls) (1942)
- Marisa (Music for Millions) (1944)
- Due sorelle di Boston (Two Sisters from Boston) (1946)
- La danza incompiuta (The Unfinished Dance) (1947)
- La moglie del vescovo (The Bishop's Wife) (1947)
- L'isola del desiderio (The Luck of the Irish) (1948)
- Le due suore (Come to the Stable) (1949)
- L'ispettore generale (The Inspector General) (1949)
- La venere di Chicago (Wabash Avenue) (1950)
- Per noi due il Paradiso (My Blue Heaven) (1950)
- Harvey (1950)
- Il viaggio indimenticabile (No Highway) (1951)
- Mister Belvedere suona la campana (Mr. Belvedere Rings the Bell) (1951)
- Fuga d'amore (Elopement) (1951)
- La giostra umana (Full House) (1952)
- Squilli di primavera (Stars and Stripes Forever) (1952)
- Mia cugina Rachele (My Cousin Rachel) (1952)
- La tunica (The Robe) (1953)
- Désirée (1954)
- A Man Called Peter (1955)
- Il favorito della grande regina (The Virgin Queen) (1956)
- Buongiorno Miss Dove (Good Morning, Miss Dove) (1955)
- Operazione Normandia (D-Day the Sixth of June) (1956)
- I filibustieri della finanza (The Power and the Prize) (1957)
- L'impareggiabile Godfrey (My Man Godfrey) (1957)
- Fräulein (1958)
- La maja desnuda (The Naked Maja) (1959)
- La storia di Ruth (The Story of Ruth) (1960)
- Fior di loto (Flower Drum Song) (1962)
- Mister Hobbs va in vacanza (Hobbs Takes a Vacation) (1962)
- Prendila è mia (Take Her, She's Mine) (1963)
- Erasmo il lentigginoso (Dear Brigitte) (1965)
- Dominique (The Singing Nun) (1966)

### Sceneggiatore
- Prinz Louis Ferdinand, regia di Hans Behrendt (1927)
- Kinderseelen klagen euch an, regia di Kurt Bernhardt (1927)
- Notti sul Bosforo (Der Mann, der den Mord beging), regia di Kurt Bernhardt (1931)
- L'Homme qui assassina, regia di Kurt Bernhardt e Jean Tarride (1931)
- Il grande agguato (Der Rebell), regia di Kurt Bernhardt, Edwin H. Knopf e Luis Trenker (1932)
- Amore in gabbia (Die vertauschte Braut), regia di Carl Lamac (1934)
- La porta proibita (Jane Eyre), regia di Robert Stevenson (1944)